# René Meulensteen
 (mars 2014).
Si vous disposez d'ouvrages ou d'articles de référence ou si vous connaissez des sites web de qualité traitant du thème abordé ici, merci de compléter l'article en donnant les références utiles à sa vérifiabilité et en les liant à la section « Notes et références ».
René Meulensteen  (né le 25 mars 1964 à Beugen) est un entraîneur de football néerlandais.

## Carrière
René Meulensteen commence sa carrière d'entraîneur avec les équipes de jeunes du NEC Nimègue alors qu'il joue également pour l'équipe une. 
En juin 2006, il est nommé entraîneur du club danois de Brondby pour trois ans mais est licencié au bout de six mois. 
Le 18 janvier 2007, il intègre le staff de Manchester United en tant qu'entraîneur de développement des compétences techniques. En juillet 2008, l'entraîneur adjoint d'Alex Ferguson, Carlos Queiroz, quitte le club mancunien. Meulensteen devient alors l'entraîneur adjoint de Ferguson. Le 26 juin 2013, après le départ à la retraite de Ferguson, il quitte le club, le nouvel entraîneur, David Moyes, venant au club avec son propre encadrement technique. 
Le 1er juillet 2013, il devient l'entraîneur adjoint de Guus Hiddink à l'Anji Makhachkala. Mais Hiddink démissionne après seulement deux matches et Meulensteen est nommé entraîneur de l'équipe russe. Mais seize jours plus tard, il est licencié et remplacé par Gadži Muslimovič Gadžiev. 
Le 13 novembre 2013, il devient entraîneur principal de Fulham pour épauler l'entraîneur Martin Jol,. Jol est licencié en décembre 2013 après une série de cinq défaites consécutives et Meulensteen devient entraîneur de l'équipe londonienne.
Le 4 décembre 2013, pour son premier match à la tête de l'équipe, Meulensteen voit Fulham s'incliner 2-1 contre Tottenham. Il remporte son premier succès avec les Cottagers le 8 décembre face à Aston Villa (2-0). Le 14 février 2014, il est démis de ses fonctions et est remplacé par Felix Magath.